# Kanton Torcy
Kanton Torcy (fr. Canton de Torcy) je francouzský kanton v departementu Seine-et-Marne v regionu Île-de-France. Tvoří ho pět obcí. Před reformou kantonů 2014 ho tvořilo šest obcí.

## Obce kantonu
od roku 2015:
- Bussy-Saint-Georges
- Bussy-Saint-Martin
- Collégien
- Jossigny
- Torcy

před rokem 2015:
- Bussy-Saint-Georges
- Bussy-Saint-Martin
- Collégien
- Croissy-Beaubourg
- Ferrières-en-Brie
- Torcy